# Tianglong
Tianglong bzw. Tianlong war eine Automarke aus der Volksrepublik China.

## Markengeschichte
Das Unternehmen China National Special Automobile Corporation Binzhou Company aus Binzhou begann 1995 oder 1998 mit der Produktion von Automobilen. Der Markenname lautete Tianglong, nach anderen Quellen Tianlong. 2001 übernahm Beijing Zhongqi Hengxing Classic Car aus Peking die Fertigung. 2004 endete die Produktion.

## Fahrzeuge
Im Angebot standen Fahrzeuge im Stil der 1930er Jahre, wahlweise offen oder geschlossen und mit vier oder sechs Sitzen. Die Basis bildete ein Fahrgestell von Jiefang. Die Motoren stammten von China FAW Group und Toyota. Fahrzeuge mit den chinesischen Kennzeichen *E 99823 und *E 99826 sind überliefert.